# 伊福部・向のラジオ☆スターダストボーイズ
伊福部・向のラジオ☆スターダストボーイズ（いふくべ・むかいのラジオスターダストボーイズ）は毎週月曜日の22:00から23:55（JST）まで放送しているインターネットラジオ番組。
放送局はかすがいチャンネルのニコ生チャンネル（2020年2月まではBBstationのニコ生チャンネル）、及びYouTubeのIFUKUBO ch。
パーソナリティは放送作家兼ミュージシャンの伊福部崇とお笑い芸人の向清太朗（天津）。

## 概要
2016年3月28日に終了した「ポアロのあと何分あるの?」の後番組としてスタート。初回放送時は番組タイトルが決まっておらず4月4日放送の「伊福部崇 、天津 向の新番組のゼロ回！」放送内にてタイトルとメールアドレスが決定した。タイトルの由来はアニメ「宇宙船サジタリウス」のOP「スターダストボーイズ」。
第205回（2020年4月13日）から第211回（2020年5月25日）まで、出演者は自宅からZoomを利用したリモートによる配信となった。
2022年4月にYouTubeにてIFUKUBO chを開設し、YouTubeによる生配信も開始した。
2023年8月7日の第373回にて、2023年9月25日の第380回を持って番組が終了することが告知された。

## コーナー
ジョイマン池谷の「なんだこいつー！」
「スターダストメール」（次項）から独立したコーナー。日常で見かけたちょっとアレな人をジョイマンの池谷のギャグ「なんだこいつー！」で斬ってもらう。
2020年6月頃からはアレな人が誰なのか（ブス、美人、おじさんなど）を向が当てるクイズコーナーと変化した。（第3回 2016年4月25日～）
2023年5月29日の第362回にて、ジョイマンがラジオ番組「芸人お試しラジオ「デドコロ」」のパーソナリティとなり「なんだこいつ」のコーナーが始まるとの事で、エゴサーチなどで向こうの番組に迷惑がかかる為に新コーナーにてリメイクすることになり当コーナーは終了となったが、2023年9月25日の第380回の最終回にて復活を遂げた。
スターダストメール
前番組「ポアロのあと何分あるの?」での「ポアロBBS」にあたるフリーネタコーナー。現在はミニコーナー集扱いとなっており、このコーナーで盛り上がったものは通常コーナーに格上げされる。（第4回 2016年5月2日～）
ちょびっとおじさん
天津木村の幻の没ネタ、「ちょびっとおじさん」のネタを募集するコーナー。「ちょびっとおじさん、○○したんだ。」で始まり「ちょびっとだけね！」とオトすのがテンプレートとなる。ここから派生し、「いっぱいおばさん」などのネタについても投稿がある。（第2回 2016年4月18日～）
タレント本に学ぼう
芸能人が出版した本の一節からクイズを出題、思想や信条を人生に役立てるコーナー。（第1回 2016年4月11日～）
フリートーク駆け込み寺
日常の出来事を面白く話す自信がないリスナーのために、伊福部・向がアドバイスしフリートークを完成させるコーナー。
このコーナーで再構成されたフリートークはすべてフリー素材となり誰でも自由に使ってよいとされ、実際に使用した体験談も募集している。（第1回 2016年4月11日～）
普通じゃなさそうな文面だけど普通のお便りのコーナー
その名のとおり「普通じゃなさそうな文面だけど普通のお便り」を募集。（第1回 2016年4月11日～）
イベントレポート
伊福部や向が業界に入る以前のアニメやゲームなどのイベントに参加してきた方からのメールを募るコーナー。（第2回 2016年4月18日～）
オチだけのメール
フリートークのオチだけを募集するコーナー。（第9回 2016年6月13日～）
ちょうどいいヘイト
向がアニメイベントに出演することに対する罵倒がTwitter等に寄せられる事が多々あるため、予め愛のあるDISを送り向に耐性を付けて貰うコーナー。（第10回 2016年6月20日～）
最弱エピソード決定戦
オチの弱いエピソードを募集。
スベりたちの沈黙
当時流行のお笑い芸人の物真似等でスベったエピソードを自薦他薦問わず募集。
エピソードのスベり具合を映画「羊たちの沈黙」のハンニバル・レクターの拘束状態を模した向が羊の頭数を叫び、判定とする
世界AV説
番組中に向が｢女性声優は嘘をつくと死ぬ｣と発言した事をきっかけに｢女性声優が嘘をついて死んだ事例｣が送られるようになりコーナー化。
その他にも｢男性声優が嘘をつくと死ぬ事例｣｢ゲーム実況者がゲーム実況をやらざるを得ない事例｣等で様々なバリエーションで送られていたが、次第に伊福部と違いAVを余り見ず、AVでの出来事はフィクションであると主張する向に対し｢AVで起こる出来事は実在する｣とその体験談と事例をリスナーが投稿していく内容が｢世界AV説｣として固定化していった。
株式会社彼女自慢業務内容
フリートーク中、番組ディレクター久保が酒席で酔うと自らの彼女の写真を見せたがる行為を話題に。
伊福部・向は｢久保君は彼女を自慢するのが仕事だ｣とし、その際に企業｢株式会社彼女自慢｣が誕生。会社としてどのような業務内容があるかを紹介するコーナー
山田カントリー・山田のネタバレInstagram
お笑い芸人「山田カントリー」の山田庸平が番組イベント（Vol.2）へのゲスト出演を、番組の発表を待たずに自らのInstagramにて告知してしまった事をきっかけに産まれたコーナー。
Instagramらしく幾つかのハッシュタグに分けてアニメ・ゲーム・映画等の様々なネタバレをうっかり教えてしまう。
曲紹介のコーナー
向が曲紹介の際に「それでは聞いて下さい、工藤静香で慟哭」とネタで振ったことを機に、曲紹介の際にさまざまな嘘の曲振りを行うコーナー。
向が毎週月曜になると「80年代ヒット曲」で検索をかけて調べなければいけない義務感を負ってしまい、無理をしないラジオにしたいとの事で、第105回（2018年5月14日）に明確に終了とした。
ないと思います
フォローの達人である向でさえ「ない」と言ってしまうものを募集。元ネタは向の相方、天津木村のギャグ「あると思います！」。第164回（2019年7月1日）に特に理由は無く終了した。（第1回 2016年4月11日～第164回 2019年7月1日）
レベルちゃんに聞いてみよう
番組スタッフである小学生レベル（フジカタ）に色々な事を質問する。
リアルエロなぞなぞ
エロ単語を想起させるひっかけなぞなぞの正解が、本当にエロい答えになってしまうものを募集するコーナー。
問題文が読み上げられ、一般的な単語で解答する向の声に食い気味でエロい正答を伊福部が正す。その意外性に驚くとともに「やらしー！」とリアクションするまでが基本的な1セットである。
真矢みきの「あきらめて」
皆さんも知っている色んな真矢みきを紹介するコーナー。
真矢みきのように思わず「あきらめて」と言ってしまいたくなるあれこれを募集する。「ニセ真矢みき」「傘みき」といった派生コーナーも誕生している。
2018年2月5日放送分より改めてコーナー化された。
北海道マンのコーナー
向の持ちネタ「北海道マン」をリスペクトした○○マンを当日のトーク内容を元にリスナーから募集し向にアドリブで○○マンを演じてもらうコーナー。番組最後におこなうのが通例となっている。トークの内容によって向ではなく伊福部が行う場合もある。
反対のコーナー
さまざまな芸人・芸能人の持ちネタやCMのキャッチコピーなどを日本語で反対にしたネタを投稿するコーナー。
素替え歌のコーナー
リスナーが普段考えたひねりの無い替え歌を募集するコーナー。
写真で一言のコーナー
パーソナリティがお題として上げた写真に対して面白い一言をつけるコーナー。一番面白かった人にはその写真に因んだクリアファイルがプレゼントされる。
反則のコーナー
伊福部が誕生日に天使もえから貰ったホイッスルを活用するため、リスナーから様々な良くない行為を送ってもらいそれが反則かどうかを伊福部が判断する。
無くし物探偵
伊福部が物をよく無くす事を発端に、物をよく無くす探偵が活躍するストーリーを募集する。ストーリーの最後はリスナーが作成したGet Wildの音源で〆られる。
おーいスネー句
向の母が新しく俳句を趣味として始めたが、作成した句すべてに「スネーク」が入っていた為、同様に「スネーク」を使った俳句を募集する。
メカ職人のコーナー
出された大喜利のお題に対して送られてきたネタをメカ職人が作った物なのか人間職人が作った物なのかを伊福部が判定し、メカ職人をあぶり出す。月一回行われ、毎回来月のお題が発表される。
なんでー！のコーナー
みなさんが思うこれは何でなのか納得なのかをふりいくっ!富田が判定してくれるコーナー。
悔しみデロリアン
日常生活で憎しみを抱いたがその場でズバッと言えなかった事を募集する。
摘発、脱法ツッコミのコーナー
法で裁けない脱法ツッコミを摘発する為にこすられ過ぎたツッコミを向さんに判定してもらうコーナー。
天国と地獄予想
当時放送中である連続ドラマ『天国と地獄〜サイコな2人〜』の基本設定が少年漫画的であることから今後のこのドラマの展開を予想するコーナー。
下ネタのコーナー→巨泉の使える下ネタ→シモのコーナー
スタッフの浅利を喜ばせるための下ネタを募集するコーナー。
「使える」というのが重要とのことでコーナー名が途中から「巨泉の使える下ネタ」になり、ネタである必要もなくなり「シモのコーナー」となった。2023年5月8日放送分にてこのコーナーは終了となった。
発見、五十路おじさん！
五十路の古のオタクが言い出しそうな事を募集するコーナー。
相対的なコーナー
「相対的に可愛い」など、相対的に○○というお題をもとにそれを募集するコーナー。
ハガキ職人ビルダー
ハガキ職人同士がハガキを使ってバトルをするマンガ『ハガキ職人ビルダー』にありそうな台詞を募集するコーナー。
登場人物は以下
主人公：ハガキシンヤ
ヒロイン：キッテトウコ
謎の仮面：マスクドメイル
演技プランのコーナー
向に芝居を上手になって貰うために、演出をリスナーから募集し、その演出に合わせて決められた台詞を向に演技してもらう。
インシテミルのコーナー
映画「インシテミル 7日間のデス・ゲーム」にホリプロのこんな人がこんな役で出てきてこんな風に殺されていましたという情報を募集するコーナー。
温泉の話
温泉の話を送ってもらうコーナー。
Yゲーム
リスナーから募集した、嬉しくてつい「わーい」と言ってしまいたくなる事をお互い言い合いより喜ばせたほうが勝ちのコーナー。
大好物総選挙2023
番組で度々話題に上がる芸能ニュースの中で一番人気のある話題を総選挙で決定する。
第344回（2023年1月16日）にて翌週にて候補を募集する告知を行い、翌週から2週にわたり総選挙を行った。
向セブン
向が来年（2024年）4月に予約を入れた高級料亭に連れて行く7人を決定するコーナー。（第362回 2023年5月22日～）
鶴バース
片岡鶴太郎は様々なことに挑戦し年代によって何の人か意見が分かれ、他に片岡がやっていそうな事を募集するコーナー。（第362回 2023年5月22日～）
良い子悪い子普通の子、もしくはクールポコ。小野まじめの「な～～にぃ～～!? やっちまったな!!」
皆さんが日常で見かけた「良い子悪い子普通の子」を送ってもらうコーナーと、皆さんが日常で見かけたちょっとアレだと思う人をクールポコ。の小野まじめの「な～～にぃ～～!? やっちまったな!!」を拝借して向に斬ってもらうコーナーが合わさったコーナー。『ジョイマン池谷の「なんだこいつー！」』が終了した為、代替で作られた。（第363回 2023年5月29日～）
あるあるネタからMCを決めよう
とあるくくり芸人のトークを行う際に最も適したMCを決めるコーナー。
非実在大学生用語辞典
架空の大学生が言いそうな用語と用例を募集し辞典として編纂する。
平日ハリーポッター
石川ことみさんを見かけました

## 箱番組

### Mゴリラのスーパーアニラジ大戦
第94回（2018年2月19日）放送。
リスナーのMゴリラが、新春☆スターダスト音楽祭2018でのCLAMP of STARSの70枚購入の「番組で箱番組放送」の特典で行ったラジオ番組。構成は伊福部崇。「アニラジがやりたい」との事で10年前のアニラジを想定して作られた。

#### コーナー
スーパー必殺技ウォーズ
僕がリスナーの皆さんとスーパーロボットの必殺技っぽい掛け声で対決するコーナー

### Mゴリラの第二次スーパーアニラジ大戦
第108回（2018年6月4日）放送。
リスナーのMゴリラが、ハチミツとウィンナーと中☆吉エイプリルフール2マンLIVEでのCLAMP of STARSの100枚購入の「パーソナリティ二人と一緒に箱根旅行」の特典で行った旅行先の箱根のホテルで収録を行ったラジオ番組。構成は同じく伊福部崇。

#### コーナー
イケボ台詞OG
意外とイケボだと言われたMゴリラがシチュエーションに応じたオリジナルのイケボ台詞を紹介するコーナー

## ゲスト
伊藤広大（こりゃめでてーな）、天使もえ
（第16回 2016年8月8日）
伊福部の誕生日回のスペシャルゲスト。
向清太朗の母
（第24回 2016年10月10日）
東京に旅行に来ていた為にゲストに来た。徳島のマチ★アソビにて向がゲストをブッキングしたとの振りで登場した。
田所あずさ
（第26回 2016年10月24日）
番組エンディングテーマに勝手に田所の歌を使っており、流れでゲストとなった。
大嶺ケイシロウ（コメットパンチ）
（第33回 2016年12月12日）
当時向と同居しており、「撮れ高ゼロ」として話題にしていた為ゲストに呼んだ。
大木貢祐
（第39回 2017年1月30日）
向とイベントをよくやっており伊福部とも面識があったため。
中村繪里子
（第41回 2017年2月13日）
三上枝織、大嶺ケイシロウ（コメットパンチ）
（第43回 2017年2月27日）
向の誕生日回のスペシャルゲスト。
石井マーク、三宅淳一
（第50回 2017年4月17日）
二人が開催するイベント『Talk&Live 「石井マークと三宅淳一の近所注意報！」』の告知ゲスト。
榎本温子
（第55回 2017年5月22日）

榎本および樹元オリエ、五條真由美、うちやえゆかの4人で不定期で行われているイベント「よにんでSUPER☆TEUCHI☆LIVE」の10周年記念にてクラウドファンディングでアルバムを作成することになった為の告知ゲスト。
大嶺ケイシロウ（コメットパンチ）、山田庸平（山田カントリー）、水牛（江戸川キャデラック）、犬塚大冒険、クリィミーまなちゃん（カエルサークル）
向がよく話題に出すポンコツティック4及びクリィミーまなちゃん。
（第56回 2017年5月29日）
石橋尊久（イシバシハザマ）
（第60回 2017年7月3日）

向が美味しいと強く伊福部に勧める台湾もつ鍋「鎹」の店長であり、伊福部にごちそうする為にゲストに呼んだ。ここより伊福部と向とSDBリスナーの鎹通いが始まった。
榎本温子
（第63回 2017年7月24日）

天使もえ、石井マーク
（第65回 2017年8月7日）
伊福部の誕生日回のスペシャルゲスト。
小市眞琴、七瀬亜深、石橋尊久（イシバシハザマ）、大嶺ケイシロウ（コメットパンチ）
（第68回 2017年8月28日）
暑気払いとして台湾もつ鍋「鎹」で収録。
大嶺ケイシロウ（コメットパンチ）、小市眞琴、石橋尊久（イシバシハザマ）、小学生レベル（フジカタ）、水牛（江戸川キャデラック）
（第70回 2017年9月11日）
向欠席回。向に代わる番組レギュラーのオーディション参加者。
スタジオカドタ
（第78回 2017年11月6日）
向の後輩芸人。
榎本温子
（第80回 2017年11月20日）

RAM RIDER
（第84回 2017年12月18日）
伊福部と向の音楽コンビ「ハチミツとウインナー」の新曲のプロデュース。
大嶺ケイシロウ（コメットパンチ）、クリィミーまなちゃん（カエルサークル）、スタジオカドタ
（第87回 2018年1月8日）
向遅刻回。1月6日に開催された「新春☆スターダスト音楽祭2018」の振り返り。
三上枝織、クリィミーまなちゃん（カエルサークル）、好井まさお（井下好井）、スタジオカドタ、石川ことみ
（第94回 2018年2月26日）
向の誕生日回のスペシャルゲスト。スタジオカドタはブッキングしてないが勝手にゲストに来た。
中☆吉（中村繪里子、吉田仁美）
（第96回 2018年3月12日）
向が前半のみ出演のためのゲスト。
石橋尊久（イシバシハザマ）
（第98回 2018年3月26日）
台湾もつ鍋「鎹」が閉店する事になり、その報告のため。
中☆吉（中村繪里子、吉田仁美）、大嶺ケイシロウ（コメットパンチ）
（第100回 2018年4月9日）
向欠席回。4月1日に開催された「ハチミツとウィンナーと中☆吉エイプリルフール2マンLIVE”慟哭”」の振り返り。
大嶺ケイシロウ（コメットパンチ）、クリィミーまなちゃん（カエルサークル）、好井まさお（井下好井）、石川ことみ、桜 稲垣早希
（第105回 2018年5月14日）
前日に行われたイベントの振り返り。
天使もえ、大嶺ケイシロウ（コメットパンチ）、伊藤こう大（こりゃめでてーな）
（第117回 2018年8月6日）
伊福部の誕生日回のスペシャルゲスト。
椿鬼奴
（第122回 2018年9月10日）
ソロデビューアルバム『IVKI』及び『超空のギンガイアン』の告知ゲスト。
合田（よしもとクリエイティブエージェンシー、天津のマネージャー）、徳井健太（平成ノブシコブシ）
（第127回 2018年10月15日）
向がゲストとして呼んだ伊福部の友達候補。
桜 稲垣早希
（第134回 2018年12月3日）
向と共通のマネージャーである合田の話題のトークゲスト。
大嶺ケイシロウ（コメットパンチ）、好井まさお（井下好井）、石橋尊久（イシバシハザマ）、水牛（江戸川キャデラック）、クリィミーまなちゃん（カエルサークル）
（第135回 2018年12月10日）
向欠席回（後半電話出演）。向のエピソードを向になりきってトークし、「この時間一番向だった人間」を選ぶ「THE M」の出場者。
コメットパンチ（古堅宗陛 、大嶺ケイシロウ）、ふりいくっ!（富田、うぶのハツナ）、カエルサークル（クリィミーまなちゃん、ソイくん、大渕）
（第138回 2018年12月31日）
年越し3時間スペシャルとして2018年から2019年に跨いで配信された。
コメットパンチ（古堅宗陛 、大嶺ケイシロウ）、水牛（江戸川キャデラック）、森木俊介（ラフ・コントロール）
（第140回 2019年1月14日）
向欠席回。伊福部軍団VS向軍団対決の向軍団側のゲスト。向軍団のリーダーは大嶺。伊福部軍団のメンバーは伊福部、お手てつないで、イギリス超特急、哲ひと。
田所あずさ
（第144回 2019年2月11日）
田所がゲストに来たいと前々から向にお願いしていた向が聞き入れず、伊福部にお願いした所すんなり決定したゲスト出演。
大嶺ケイシロウ（コメットパンチ）
（第145回 2019年2月18日）
向遅刻回。向の代わりの出演だが、向がスタジオに着いても最後まで出演した。
三上枝織、大嶺ケイシロウ（コメットパンチ）、クリィミーまなちゃん（カエルサークル）、ですよ。
（第146回 2019年2月25日）
向の誕生日回のスペシャルゲスト。クリィミーまなちゃんはブッキングしてないが勝手にゲストに来た。
小原莉子、髙橋麻里（温泉むすめ）
（第148回 2019年3月11日）
初の身内でないゲスト。温泉むすめ及び高橋が所属するKleissisの告知。ゲストに来た経緯は「大人が決めた」とのこと。
桑原由気、大嶺ケイシロウ（コメットパンチ）、石橋尊久（イシバシハザマ）、石川ことみ、水牛（江戸川キャデラック）
（第151回 2019年4月1日）
前日に行われたイベントの振り返り。
コメットパンチ（古堅宗陛 、大嶺ケイシロウ）、KANAIWA（番匠健太朗、荒木塁）、ふりいくっ！（富田、うぶのハツナ）
（第165回 2019年7月8日）
8月3日（土）に行われるそれぞれの単独イベントの告知のため。M-1を模した「L-1グランプリ」でそれぞれネタも行われた。
天使もえ
（第168回 2019年7月29日）
伊福部の誕生日回のスペシャルゲスト。
榎本温子
（第171回 2019年8月19日）

Machico
（第172回 2019年8月26日）
Newシングル「1ミリ Symphony」の告知。
田所あずさ
（第173回 2019年9月2日）
Newシングル「イコール」の告知。
ふりいくっ！（富田、うぶのハツナ）
（第174回 2019年9月9日）
伊福部と向がどちらも仕事で放送開始の22時に間に合わない為、前半の代理パーソナリティ。後半に伊福部と向がスタジオに来たが引き続き最後まで出演している。
スタジオカドタ
（第179回 2019年10月14日）
単独ライブの告知。だが出演の段階でチケットは全て完売していた。
大嶺ケイシロウ（コメットパンチ）、ふりいくっ！（富田、うぶのハツナ）
（第180回 2019年10月21日）
前日に行われたイベントの振り返り。
Machico、大嶺ケイシロウ（コメットパンチ）、うぶのハツナ（ふりいくっ！）
（第184回 2019年11月18日）
MachicoはNewアルバム「マチビトサガシ」の告知。大嶺とうぶのはMachicoの有名なフリートークに対抗したトーク対決の要員。
RAM RIDER
（第188回 2019年12月16日）
新レーベル「401」の立ち上げ及びそのレーベルでの新曲『東京論』の告知。
大嶺ケイシロウ（コメットパンチ）、富田（ふりいくっ！）
（第190回 2019年12月30日）
2019年最後の放送で年内の放送の振り返りのトークゲスト。
R藤本
（第194回 2020年1月27日）
DB芸人ライブの告知。
大嶺ケイシロウ（コメットパンチ）、富田（ふりいくっ！）
（第195回 2020年2月3日）
前日に行われたイベントの振り返り。
三上枝織、きつねでこんコン！
（第197回 2020年2月17日）
向の誕生日回のスペシャルゲスト。
富田（ふりいくっ！）
（第205回 2020年4月13日）
リモート配信の初回。リモートでゲストを呼びやすく、放送時に急遽富田に声をかけてゲスト参加する事となった。
また、伊福部側の配信にて妻の洲崎綾の声や腕、飼い猫のゴエモンも一緒に配信された。
富田（ふりいくっ！）、大嶺ケイシロウ（コメットパンチ）
（第206回 2020年4月20日、第207回 2020年4月27日）
親子丼とグラタンをそれぞれ作り出来栄えを競い合う話を先週していたが、先週参加していなかった大嶺も料理を作り参加することになった。
また、伊福部側の配信にて妻の洲崎綾が今週は顔も一瞬映ったが、すぐに画面が番組タイトルロゴに切り替わった。
古堅宗陛（コメットパンチ）
（第208回 2020年5月4日）

伊藤こう大（こりゃめでてーな）
（第209回 2020年5月11日）

石橋尊久（イシバシハザマ）、大嶺ケイシロウ（コメットパンチ）
（第210回 2020年5月18日）

ふりいくっ！（富田、うぶのハツナ）
（第211回 2020年5月25日）

さらば青春の光（森田哲矢、東ブクロ）、天使もえ
（第222回 2020年8月17日）
伊福部の誕生日回のスペシャルゲスト。
さらば青春の光は録画でコメントで出演。天使もえはリモートでゲスト出演した。
フジカタ、平間、富田（ふりいくっ！）
（第223回 2020年8月24日）
先週の伊福部の誕生日回の裏側のトークのためのリモートによるゲスト。
富田は先週伊福部のプレゼント要員として予定していたが不参加となっていた。
大嶺ケイシロウ（コメットパンチ）
（第232回 2020年10月26日）
伊福部と妻の洲崎綾が沖縄旅行に行く際に沖縄の案内人として一緒に行ったエピソードのトーク要員。
ちなみに話題が盛り上がり過ぎて2時間で収まらず、1時間延長して3時間番組となった。
三上枝織
（第249回 2021年2月22日）
向の誕生日回のスペシャルゲスト。
吉田仁美
（第250回 2021年3月1日）

富田（ふりいくっ！）
（第253回 2021年3月22日）

榎本温子
（第258回 2021年4月26日）

大嶺ケイシロウ（コメットパンチ）
（第263回 2021年5月31日）

天使もえ、大嶺ケイシロウ（コメットパンチ）、平間
（第272回 2021年8月2日）
伊福部の誕生日回のスペシャルゲスト。
伊福部が向が家に置き忘れた天使のCDを取りに行くという事になり、24時間テレビのチャリティーマラソンを模した回となった。
大嶺が放送当日の8月2日が誕生日であった為、伊福部の代わりに誕生日を祝われる流れとなった。
平間は向の家で伊福部のためにZARDの負けないでをベースで演奏した。
伊福部は2時間の放送時間内にスタジオに戻ることが出来なかった為、終了時間を15分延長して放送内に戻ってくることが出来た。
富田（ふりいくっ！）
（第288回 2021年10月29日）
前日に行われたイベント「ハチミツとウインナー トークライブ NO ONLINE」、「ハチミツとウインナー コーナーライブ ～ネターダストボーイズ～」のゲストであったため、流れでゲスト出演となった。
大嶺ケイシロウ（コメットパンチ）
（第291回 2021年12月20日）
向遅刻回の為のゲスト出演。
三上枝織、きつねでこんコン！、大嶺ケイシロウ（コメットパンチ）、スタジオカドタ
（第300回 2022年2月28日）
向の誕生日回のスペシャルゲスト。
ウインナーパーティー用のウインナーを紛失し、向がカドタのバイクに乗り探しに行くことになった。
三上はスタジオでの参加、きつねでこんコン！はリモートでの参加で、4月でデビュー9年になる大嶺をいなくなった向の代わりに祝う流れとなった。
ふりいくっ！（富田、うぶのハツナ）
（第303回 2022年3月21日）
伊福部が新型コロナウイルスに罹患した妻の洲崎綾の濃厚接触者となりスタジオに来られなくなり、一人喋りを拒否した向のパートナーとしてのゲスト。
伊福部は前半は通話により音声のみで一部参加し、音声参加が終わった後も番組を閲覧しており都度向のLINEにメッセージを送る形で番組に参加した。
榎本温子
（第308回 2022年4月25日）
新曲「流星モノローグ」のプロモーションのため。
インターネット黎明期や90年代のオタクの話題などで盛り上がり、五十路おじさんのコーナーにも参加した。また、榎本がゲストに来るにあたり一緒にYouTubeでコラボを行っている桃井はるこから番組にメールが届いた。
大嶺ケイシロウ（コメットパンチ）
（第310回 2022年5月9日）
前々日に行われたイベントの振り返りのためのゲスト。
大嶺ケイシロウ（コメットパンチ）
（第313回 2022年5月30日）
向が別番組の収録で遅刻のためのゲスト出演。
天使もえ、コメットパンチ（古堅宗陛 、大嶺ケイシロウ）
（第322回 2022年8月1日）
伊福部の誕生日回のスペシャルゲスト。
翌日の8月2日が誕生日である大嶺と、どちらが天使に誕生日を祝ってもらえるかの対決「今日の主役はどっち？伊福部VS大嶺三本勝負」を行った。
古堅はコメットパンチとしての漫才要員のゲスト。
大嶺ケイシロウ（コメットパンチ）
（第323回 2022年8月8日）
先週の伊福部の誕生日回の裏側のトークのためのゲスト。
たきうえ（流れ星☆）
（第333回 2022年10月24日）
伊福部が闘将ダイモスのフィギュアをたきうえに譲った流れで、代金が10,000円であった事の言い訳の為にゲスト出演した。
三上枝織、クリィミーまなちゃん（カエルサークル）、石川ことみ
（第350回 2023年2月27日）
向の誕生日回のスペシャルゲスト。
それぞれ「みかしー」（三上）、「まなしー」（まなちゃん）、「ルフィしー」（石川）と自称し、三人合わせて「三上枝織達」として登場。
大嶺ケイシロウ（元コメットパンチ）
（第354回 2023年3月27日）
大嶺が芸人を引退する為、最後のトークのためのゲスト。
森木俊介（ラフ・コントロール）
（第359回 2023年5月1日）
前々日に行われたイベントの振り返り。
森木俊介（ラフ・コントロール）、カエルサークル（クリィミーまなちゃん、ソイくん）
（第373回 2023年8月7日）
伊福部の誕生日回のスペシャルゲスト。
榎本温子
（375 回 2023年8月21日）
伊福部に誕生日のLINEを送った際に番組が終了することを知らされ、特に告知も無いがゲスト出演した。
洲崎綾、天使もえ（VTR出演）、三上枝織（VTR出演）、ふりいくっ！（富田、うぶのハツナ）、クリィミーまなちゃん（カエルサークル）、石川ことみ、大嶺ケイシロウ（VTR出演）、山田庸平（VTR出演）、水牛（VTR出演）、犬塚大冒険（VTR出演）
（380 回 2023年9月25日）
番組最終回のゲスト

## 番組テーマソング

### オープニング
- ストーリーテラー - 田所あずさ（第78回 - 第85回）
- CLAMP of STARS[1][2] - ハチミツとウインナー[1][2]（第86回 - 第186回、第305回 -）
- しゅーくりーむ - きつねでこんコン！（第187回 - 第202回）
- にゃんだふる☆ - きつねでこんコン！（第203回 - 第304回）

### エンディング
- It's my CUE. - 田所あずさ（第22回 - 第25回）
- 1HOPE SNIPER - 田所あずさ（第26回 - 第38回）
- 運命ジレンマ - 田所あずさ（第39回 - 第64回）
- innocent Angel - AMATSUKA（第65回 - 第85回、第167回、第168回）
- TALK 2 TALK - ハチミツとウインナー（第86回 - 第143回、第305回 - ）
- リトルソルジャー - 田所あずさ（第144回 - 第171回（第167回、第168回除く））
- 1ミリ Symphony - Machico（第172回）
- イコール - 田所あずさ（第173回 - ）
- きみとパンツ - AMATSUKA（第292回 - ）

## イベント
- Vol.1（2016年8月21日、新宿Fu－）
  - ゲスト：佐藤有世、ジョイマン
- Vol.2（2016年12月11日、ラスタ原宿）
  - ゲスト：山田庸平（山田カントリー）、生いっちょう（ストロベビー）、水牛（江戸川キャデラック）、犬塚大冒険
- Vol.3（2017年5月28日、日比谷コンベンションホール）
  - ゲスト：大嶺ケイシロウ（コメットパンチ）
- Vol.4 昼の部（2017年10月21日、目黒区中小企業センターホール）
  - ゲスト：なし
- Vol.4 夜の部（2017年10月21日、目黒区中小企業センターホール）
  - ゲスト：田所あずさ、南早紀、大嶺ケイシロウ（コメットパンチ）
- 新春☆スターダスト音楽祭2018（2018年1月6日、新宿MARZ）
  - ゲスト：天使もえ(AMATSUKA)、石井マーク、草摩そうすけ、小森未彩、玉城仁菜、クリィミーまなちゃん（カエルサークル）、スタジオカドタ、RAM RIDER
- ハチミツとウィンナーと中☆吉エイプリルフール2マンLIVE”慟哭”「慟」トークの部（2018年4月1日、新宿MARZ）
  - ゲスト：中☆吉(中村繪里子、吉田仁美)、大嶺ケイシロウ（コメットパンチ）
- ハチミツとウィンナーと中☆吉エイプリルフール2マンLIVE”慟哭”「哭」ライブの部（2018年4月1日、新宿MARZ）
  - ゲスト：中☆吉(中村繪里子、吉田仁美)
- Vol.5 昼の部（2018年5月13日、目黒区中小企業センターホール）
  - ゲスト：好井まさお（井下好井）
- Vol.5 夜の部（2018年5月13日、目黒区中小企業センターホール）
  - ゲスト：三上枝織、香里有佐、大嶺ケイシロウ（コメットパンチ）、クリィミーまなちゃん（カエルサークル）、好井まさお（井下好井）、石川ことみ、桜 稲垣早希
- 伊福部・向のSDBトークin大阪（2018年6月30日、ポストよしもと）
- Vol.6 昼の部（2018年11月4日、目黒区中小企業センターホール）
  - ゲスト：伊藤こう大（こりゃめでてーな）、大嶺ケイシロウ（コメットパンチ）
- Vol.6 夜の部（2018年11月4日、目黒区中小企業センターホール）
  - ゲスト：山崎はるか、Machico、南早紀、大嶺ケイシロウ（コメットパンチ）
- Vol.7 昼の部（2019年3月31日、目黒区中小企業センターホール）
  - ゲスト：大嶺ケイシロウ（コメットパンチ）
- Vol.7 夜の部（2019年3月31日、目黒区中小企業センターホール）
  - ゲスト：桑原由気、田所あずさ、大嶺ケイシロウ（コメットパンチ）、イシバシハザマ（石橋尊久、ハザマ陽平）、こりゃめでてーな（おお江健次、伊藤こう大）、石川ことみ、水牛（江戸川キャデラック）
- Vol.8 昼の部（2019年10月20日、目黒区中小企業センターホール）
  - ゲスト：大嶺ケイシロウ（コメットパンチ）
  - 前説：ふりいくっ！（富田、うぶのハツナ）
- Vol.8 夜の部（2019年10月20日、目黒区中小企業センターホール）
  - ゲスト：本渡楓、大嶺ケイシロウ（コメットパンチ）、木村卓寛（天津）
  - 前説：ふりいくっ！（富田、うぶのハツナ）
- SDBトークin大阪vol.2（2020年2月1日、道頓堀ZAZA HOUSE）
  - ゲスト：大嶺ケイシロウ（コメットパンチ）、富田（ふりいくっ！）
- Vol.9（2020年4月19日、目黒区中小企業センターホール）※開催中止
- 伊福部・向のラジオ☆スターダストボーイズ コメンタリーイベント vol.1「たかしの結婚前夜」（2021年9月11日、目黒区中小企業センターホール）
  - ゲスト：大嶺ケイシロウ（コメットパンチ）、富田（ふりいくっ！）
- Vol.10 昼の部（2022年5月7日、目黒区中小企業センターホール）
  - ゲスト：大嶺ケイシロウ（コメットパンチ）
- Vol.10 夜の部（2022年5月7日、目黒区中小企業センターホール）
  - ゲスト：大嶺ケイシロウ（コメットパンチ）
- Vol.11 昼の部（2022年10月9日、目黒区中小企業センターホール）
  - ゲスト：大嶺ケイシロウ（コメットパンチ）
- Vol.11 夜の部（2022年10月9日、目黒区中小企業センターホール）
  - ゲスト：山崎はるか、渡部優衣、大嶺ケイシロウ（コメットパンチ）
- Vol.12 昼の部（2023年4月29日、目黒区中小企業センターホール）
  - ゲスト：石川ことみ
- Vol.12 夜の部（2023年4月29日、目黒区中小企業センターホール）
  - ゲスト：本渡楓、田所あずさ、森木俊介（ラフ・コントロール）、大嶺ケイシロウ、金成雄文（ホリプロインターナショナル取締役）
- Vol.13 昼の部（2023年9月23日、目黒区中小企業センターホール）
  - ゲスト：天使もえ、三上枝織
- Vol.13 夜の部（2023年9月23日、目黒区中小企業センターホール）
  - ゲスト：天使もえ、三上枝織、たきうえ（流れ星☆、VTR出演）、大嶺ケイシロウ、クリィミーまなちゃん（カエルサークル）